# Líštěnec (Smilkov)
Líštěnec je malá vesnice, část obce Smilkov v okrese Benešov. Nachází se 2 km na severovýchod od Smilkova a 2,5 km jižně od Votic. V roce 2009 zde bylo evidováno 15 adres. Líštěnec leží v katastrálním území Kouty u Smilkova o výměře 7,2 km².
První písemná zmínka o Líštěnci pochází z roku 1356. Historicky patřil ke Koutům a od 17. století připadl k panství Smilkov. Název „Líštěnec“ pravděpodobně pochází ze staročeského slova „líští“, což znamená lískový háj.
Líštěnec se nachází ve Vlašimské pahorkatině, která je součástí geomorfologického celku Středočeské pahorkatiny. Okolní krajina je charakteristická mírně zvlněným terénem s lesy a zemědělskou půdou.

## Historie
První písemná zmínka o vesnici pochází z roku 1356.

## Další fotografie

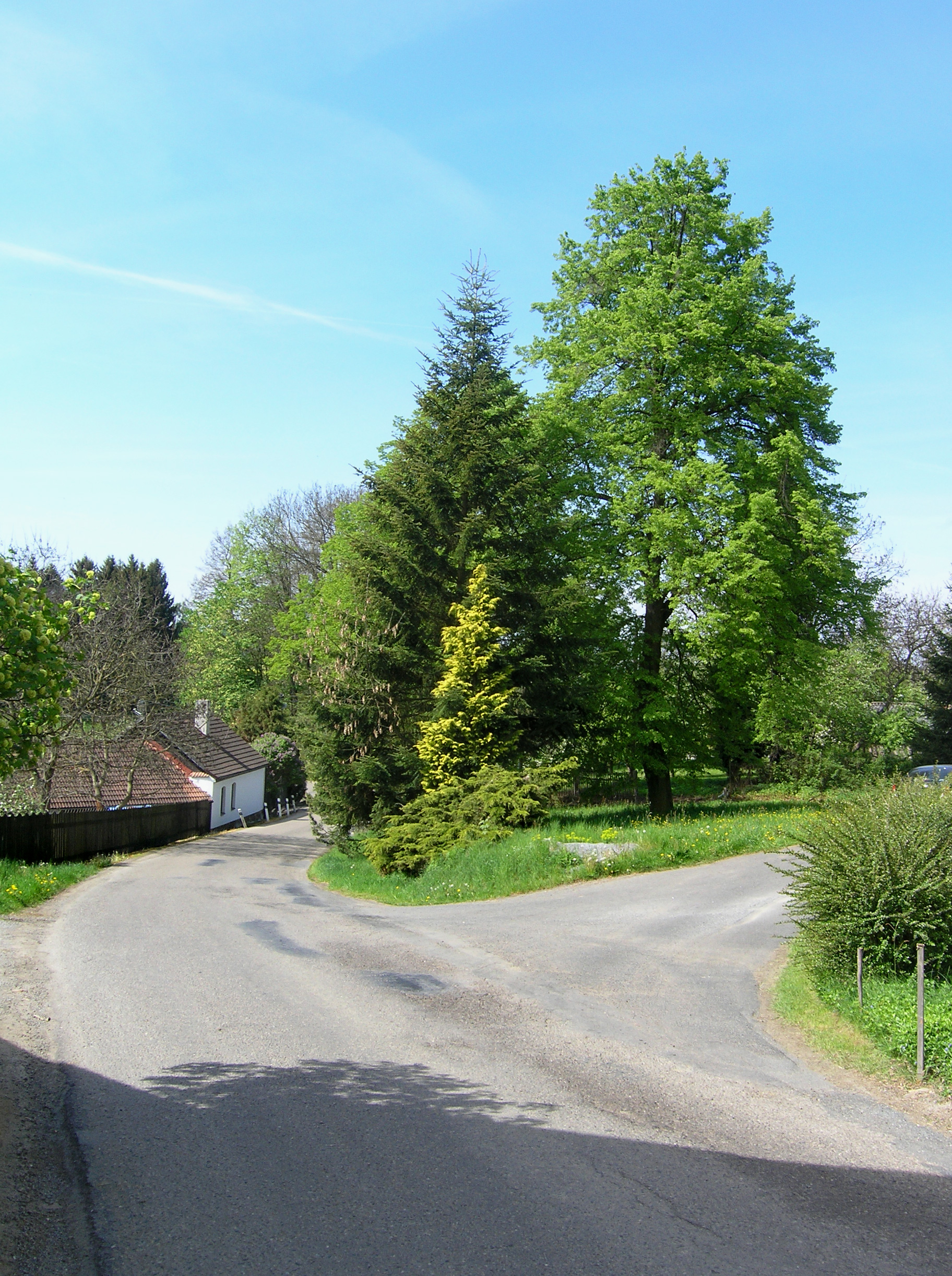
Náves
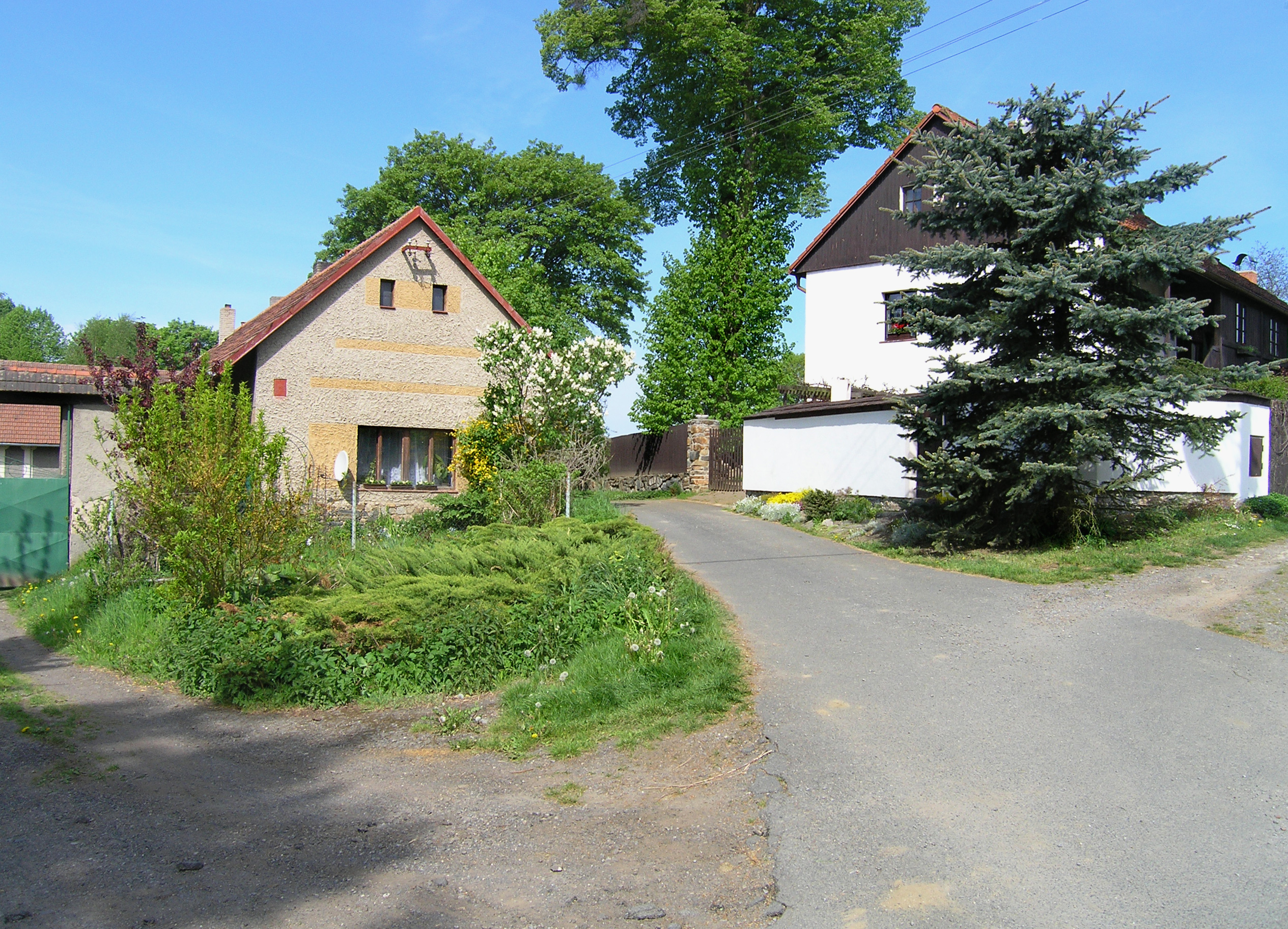
Domky na severu